# 台山商會中學

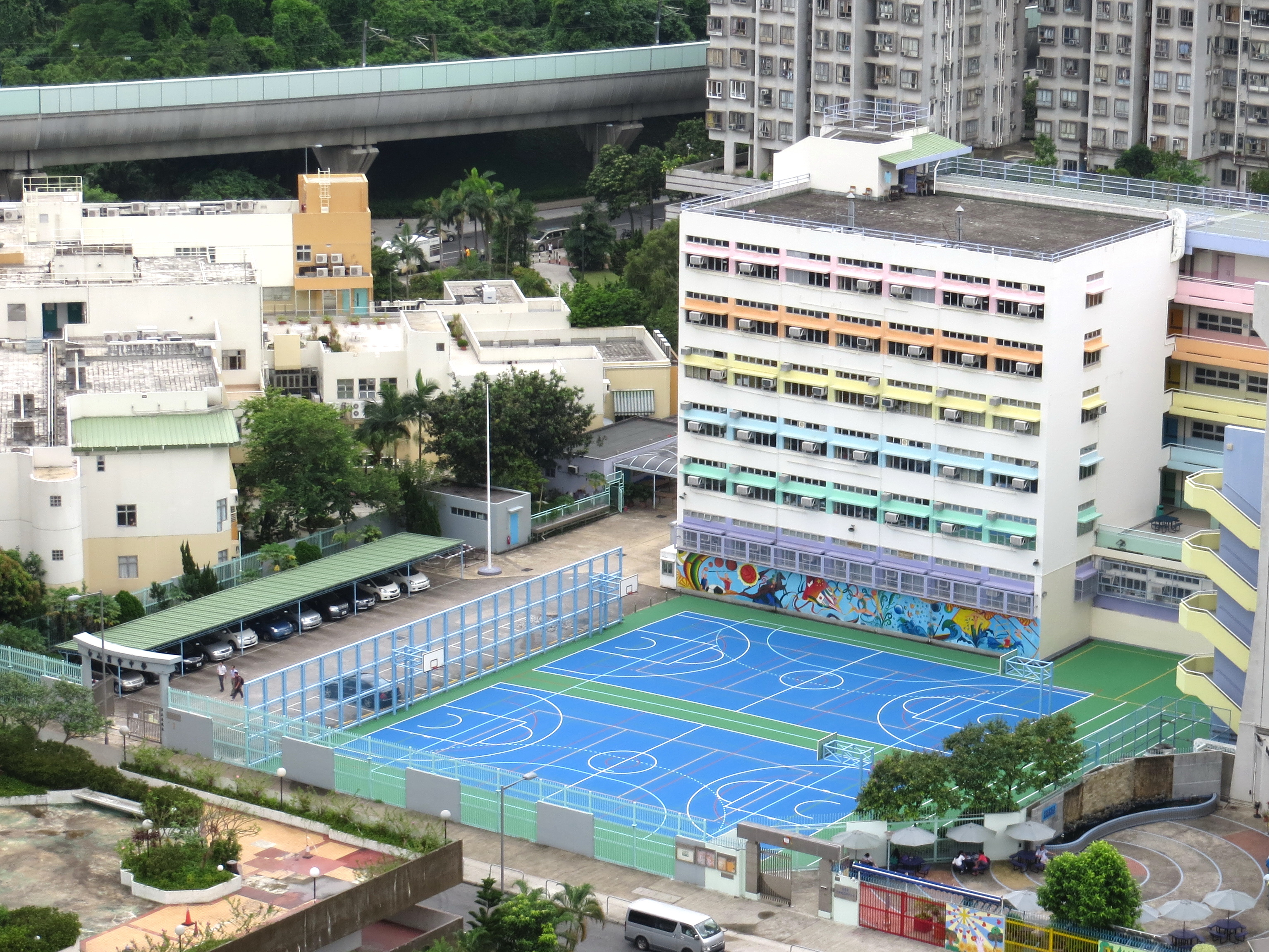
校園入口、停車場及籃球場

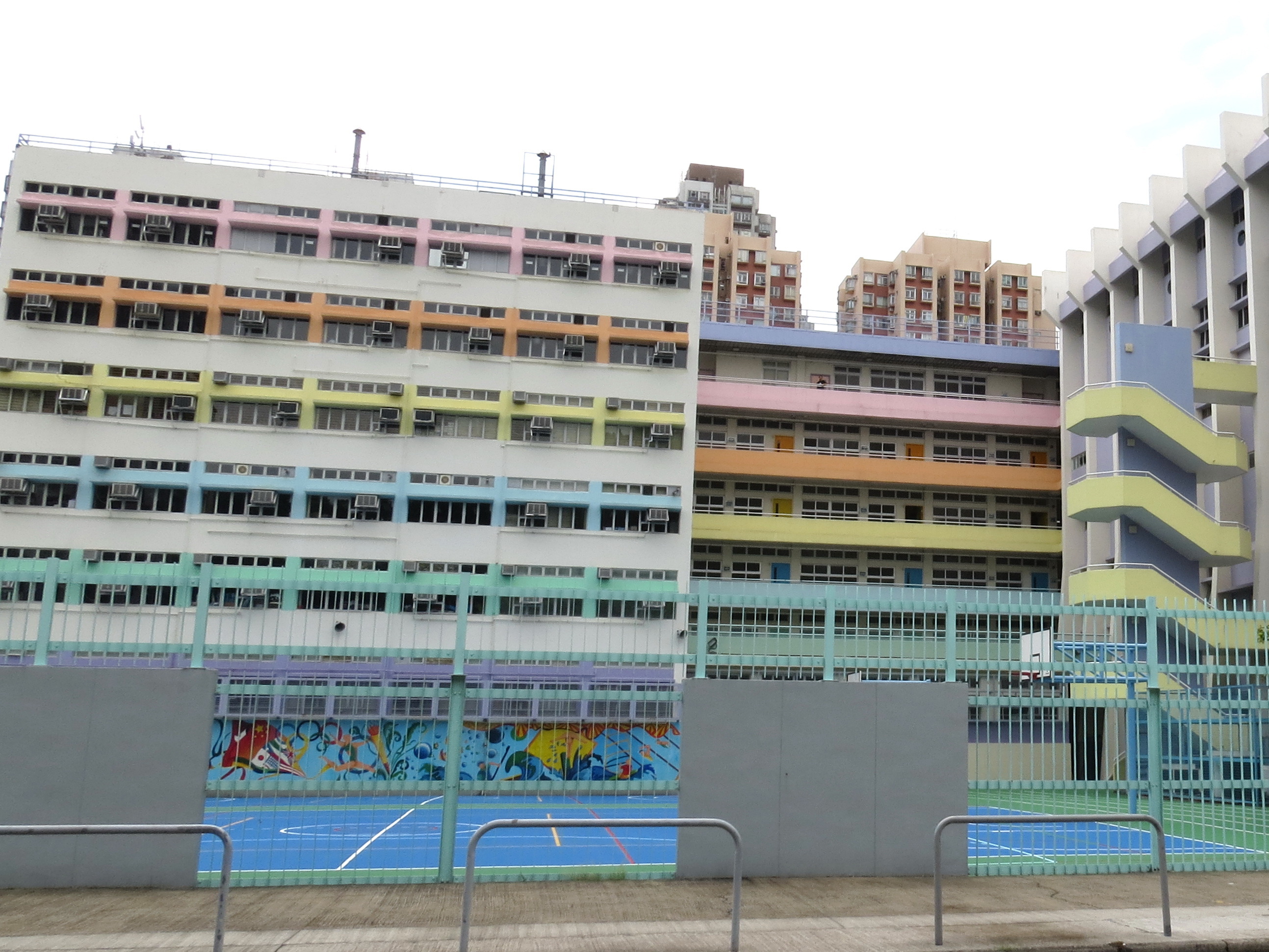
台山商會中學校舍

台山商會中學（英語：Toi Shan Association College），是香港沙田區城河東一間津貼中學，位於新界沙田城河東圓洲角路10號，與浸信會沙田圍呂明才小學（1982-1998年為柏立基教育學院分校原址）為鄰，鄰近城門河東的麗豪酒店。該校佔地7500平方米，前臨城門河，背靠沙田路及威爾斯親王醫院。

## 校政管理
歷任校監
- 1982年至1983年：翁家灼 先生
- 1983年至1987年：黃福培 先生[4]
- 1988年至1991年：陳劍科 先生[5]
- 1992年至1995年：劉璧生 先生
- 1996年至1999年：黃福根 先生
- 2000年至2003年：雷灼南 先生
- 2004年至2007年：陳啟球 先生
- 2008年至2011年：林國籌 先生
- 2011年至2014年：林詒永 先生
- 2014年至2017年：陳中偉 先生
- 2017年至今：雷庭蓀 先生

歷任校長
- 1982年至1990年：趙承亮 先生[6][7]
- 1990年至2008年：馮志華 先生[8][9]
- 2008年至今：謝文忠先生[10]

歷任副校長
- 盧潔玲 女士[11]
- 陳慶昌 先生[12]
- 李艷嫻 女士[13]

## 學校資料
香港台山商會於1978年9月向教育署申請興建校舍。有關申請於1981年9月獲批，而時任台山商會理事長翁家灼以台山商會中學籌備委員會的召集人身份負責籌辦學校。1982年，政府負責興建台山商會中學及柏立基教育學院分校校舍，為一組全連環型校舍。而台山商會則負責購買近二百萬元的傢俬、器材及儀器。香港台山商會於同年聘任趙承亮擔任首任校長。學校的校舍在未完成工程前，該校曾借用位於第一城的浸信會呂明才小學部份課室作為臨時校舍以供學生上課之用。至1983年11月29日，台山商會中學的校舍正式落成，但於翌年3月14日才從承建商手上移交。台山商會中學其後在1985年1月8日式舉行開幕典禮，時任校監兼學校早期的教師黃褔培與教育署署長梁文建一同主持揭幕典禮。而該校校董會再斥資一百五十萬元修建「千禧園」。2011年，該校學生在香港高級程度會考中表現理想。中文、通識教育及純粹數學科的合格率達到100%，超越全港水平。
台山商會中學由1996年開始籌備學生聯會，以統籌學生活動以及福利事宜。兩年後正式舉行學生會選舉，並出現第一個學生會。至於家長教師會方面，其成立時間始於1998年5月。當第一屆家長教師會創立後，幹事會亦隨之而來。幹事會的開幕儀式由沙田區家長教師會聯會主席陳劉舜卿（著名保釣人士陳毓祥妻子）主持。另外，在2016年5月，廣東省台山市台山市第一中學、台山市新寧中學、台山市培正小學、台山商會學校（香港）與台山商會中學結為姊妹學校。校長謝文忠博士因致力在教育及青年發展方面為沙田區服務，獲特區政府頒行政長官社區服務獎狀

## 重要事件
2009年，一名非合約制入職16年的張姓教師投訴校方在他請病假期間，以「超額」為理由將他辭退。及後勞工處介入調查事件。
2012年3月18日，台山商會中學校園圍牆牆身被人以噴漆塗鴉，噴上「反蝗蟲」及「殺蝗蟲」等字句。
```
2022年， 疫下強制全體教師回校 台山商會中學遭議員譴責
```

## 著名/傑出校友
- 王子千（2013年中六）：香港單車代表隊成員[20]
- 郭子鋒：香港著名設計師[21]
- 郭嘉文（2012年中七）：前香港女藝人、2015年度香港小姐競選季軍[22][23]
- 劉 翁：香港著名攝影師、香港商業電台廣播節目《公子會》嘉賓主持[24]
- 李賢浩（2004年中五）：西貢區議員（2020年1月1日 - 2021年10月7日）
- 黎澤恩（1996年中五）：香港男演員、前香港樂隊Mr.吉他手[25]

## 資料來源
1. ↑  . 華僑日報. 1990-12-18: 4  [2022-01-06]. （原始内容存档于2022-01-06）.
2. ↑  . 華僑日報. 1985-11-25: 10  [2022-01-06]. （原始内容存档于2022-01-06）.
3. ↑  . 信報. 2017-09-21  [2022-01-06]. （原始内容存档于2020-05-07）.
4. ↑  . 華僑日報. 1987-05-06: 27  [2022-01-06]. （原始内容存档于2022-01-06）.
5. ↑  . 華僑日報. 1991-03-13: 7  [2022-01-06]. （原始内容存档于2022-01-06）.
6. ↑  . 華僑日報. 1987-12-24: 16  [2022-01-06]. （原始内容存档于2022-01-06）.
7. ↑  . 台山商會中學.   [2019-05-08]. （原始内容存档于2021-01-14）.
8. ↑  . 華僑日報. 1991-12-03: 3  [2022-01-06]. （原始内容存档于2022-01-06）.
9. ↑  . 香港中文大學教育學院.   [2019-05-08]. （原始内容存档于2011-11-12）.
10. ↑  . 信報. 2013-10-28  [2019-05-08]. （原始内容存档于2019-08-11）.
11. ↑  . 台山商會中學. 2016-09  [2022-01-06]. 原始内容存档于2022-01-06.
12. ↑  . 台山商會中學. 2021  [2022-01-06]. 原始内容存档于2022-01-06.
13. ↑  . 台山商會中學.   [2022-01-06]. 原始内容存档于2022-01-06.
14. ↑  . 華僑日報. 1985-01-11: 7  [2022-01-06]. （原始内容存档于2022-01-06）.
15. ↑  . 星島日報. 2016-09-26  [2018-02-11]. （原始内容存档于2018-03-16）.
16. ↑  . 香港中文大學: 12. 1996-12  [2018-02-11]. （原始内容存档于2008-10-11）.
17. ↑  . 台山市 百峰網. 2017-04-12  [2018-02-11]. （原始内容存档于2019-08-13）.
18. ↑  . 明報. 2009-07-08.
19. ↑  . 東方日報. 2012-03-19  [2012-08-25]. （原始内容存档于2019-11-12）.
20. ↑  . 台山商會中學.   [2019-05-08]. （原始内容存档于2022-03-28）.
21. ↑   (PDF). 台山商會中學: 4. 2016  [2018-02-11]. （原始内容存档 (PDF)于2018-02-12）.
22. ↑  . 台山商會中學.   [2019-05-08]. （原始内容存档于2019-08-09）.
23. ↑  .   [2018-02-11]. （原始内容存档于2018-02-12）.
24. ↑  . 香港商業電台.   [2019-05-08]. （原始内容存档于2019-11-28）.
25. ↑  . mr_ronnylay @ Instagram. 2023-04-20  [2024-07-29]. （原始内容存档于2024-07-30）.

## 外部連結
- 台山商會中學 （页面存档备份，存于）
- 台山商會中學校長 化學博士溝出豐盛人生，信報，2013年10月28日 （页面存档备份，存于）
- 《台山商會中學30周年校慶特刊》 （页面存档备份，存于） https://std.stheadline.com/daily/article/2446092/%E6%97%A5%E5%A0%B1-%E6%95%99%E8%82%B2-%E6%95%99%E8%82%B2%E8%A6%81%E8%81%9E-%E7%96%AB%E4%B8%8B%E5%BC%B7%E5%88%B6%E5%85%A8%E9%AB%94%E6%95%99%E5%B8%AB%E5%9B%9E%E6%A0%A1-%E5%8F%B0%E5%B1%B1%E5%95%86%E6%9C%83%E4%B8%AD%E5%AD%B8%E9%81%AD%E8%AD%B0%E5%93%A1%E8%AD%B4%E8%B2%AC （页面存档备份，存于） 教育要聞｜疫下強制全體教師回校 台山商會中學遭議員譴責

22°22′52″N 114°11′54″E / 22.3810°N 114.1982°E